# Szysznik japoński
Szysznik japoński (Monocentris japonica) – gatunek morskiej ryby z rodziny szysznikowatych (Monocentridae). 

## Występowanie
Zasięg występowania – od Morza Czerwonego, przez Ocean Indyjski, po zachodnią część Oceanu Spokojnego. Na ogół ryba ta nie schodzi poniżej 200 m p.p.m.

## Morfologia
Ma jajowaty tułów dachówkowato pokryty stosunkowo dużymi łuskami kostnymi. Każda jest opatrzona skierowanym ku tyłowi twardym kolcem. Pośrodku grzbietu sterczy – w zastępstwie pierwszej płetwy grzbietowej – pięć sztywnych, wyjątkowo ostrych kolców płetwowych, z których dwa środkowe są szczególnie długie. Naprzeciw nich, u dołu jeden, bardzo mocny i gruby, wyrasta z płetwy brzusznej. Głowę pokrywają zwarte pancerze płytek. Ze względu na owalny kształt sylwetka ryby w tym łuskowatym futerale przypomina szyszkę świerkową. 

## Tryb życia
Wszystkie szysznikowate emitują światło. Monocentris japonicus ma parzysty narząd świetlny w zakończeniu żuchwy. Są to gruczoły wypełnione bakteriami luminescencyjnymi. Żeruje nocą. Nie tylko oświetla swoje ofiary, którymi są głównie skorupiaki, lecz także przywabia je. Prawdopodobnie narządy świetlne tych ryb są również wykorzystywane w komunikacji wewnątrzgatunkowej.